# Anima Musicae Kamarazenekar
A „zene lelkéről” elnevezett Anima Musicae Kamarazenekar Magyarország egyik legdinamikusabban fejlődő fiatal együttese, több nemzetközi verseny és hazai díj kitüntetettje, 
Budapest és Európa rangos helyszíneinek állandó szereplője.

## Története
2010-es megalakulása óta olyan nívós koncerttermekben lépett fel, mint a budapesti Zeneakadémia, a Művészetek Palotája, a Magyar Rádió Márványterme, a bécsi Musikverein, a berlini Philharmonie, a lipcsei Gewandhaus, a pécsi Kodály Központ, a zaragozai Auditorium, a Łódźi Zeneakadémia, a törökországi Süreyya Operaház, vagy a szardíniai Teatro Verdi. Az együttes visszatérő vendége olyan rangos fesztiváloknak, mint a Budapesti Tavaszi Fesztivál, Klassz a pARTon, Nomus Fesztivál, Művészetek Völgye, Budapesti Nemzetközi Gitárfesztivál, Ars Sacra Művészeti Fesztivál, Fesztivál Akadémia Budapest, Fehér Ilona Nemzetközi Hegedűverseny, Budapest Quartet Weekend. Részt vett a Budapesti Őszi Fesztiválon, a Nemzetközi Kodály Fesztiválon, a veszprémi Auer Fesztiválon, a belgrádi Guitar Art Fesztiválon, a Pécsi Zenei Napokon és a Sassariban rendezett "I grandi interpreti della Musica 2013" sorozatán. Meghívásai során fellépett Európa-szerte (Franciaország, Olaszország, Ausztria, Németország, Szerbia, Montenegró, Szlovénia, Szlovákia, Lengyelország, Románia).
2011-ben a bécsi Musikverein Aranytermében rendezett V. „Summa Cum Laude” Nemzetközi Ifjúsági Fesztiválon az együttes vonószenekari kategóriában első díjat nyert, "kiemelkedő sikerrel" minősítve. 2012-ben kiérdemelte a magyar Junior Prima díjat, melyet először vehetett át zenekar a díj történetében. 2014-ben a T.I.M. (Torneo Internazionale di Musica) Párizsban rendezett nemzetközi zenei versenyen a több mint háromezer induló között kamarazenei kategóriában harmadik helyezést ért el.

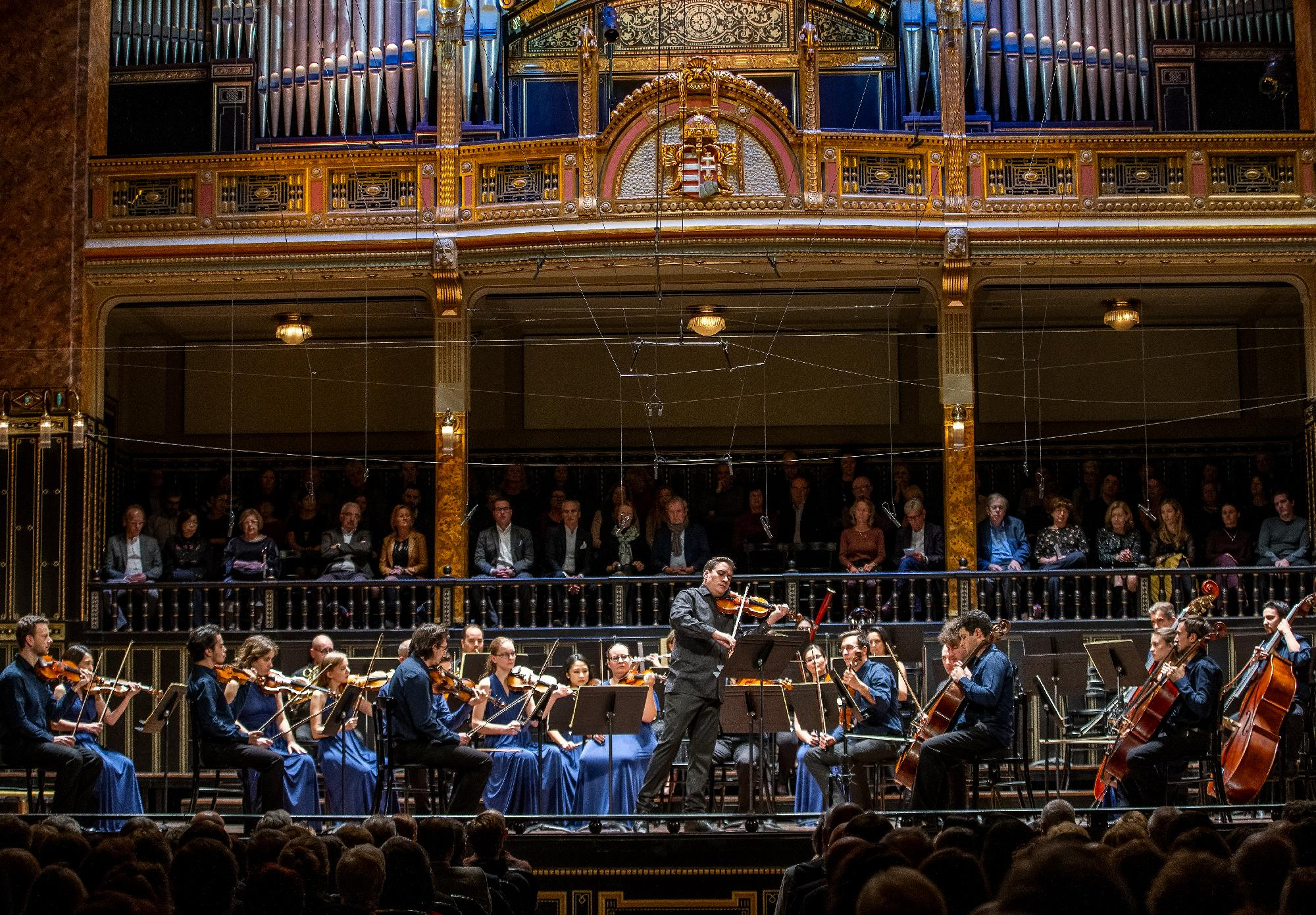
Baráti Kristóf és az Anima Musicae Kamarazenekar/Fotó: Felvégi Andrea, Zeneakadémia

A kamarazenekar eddig olyan neves művészekkel lépett fel, mint Baráti Kristóf, Bogányi Gergely, Fejérvári Zoltán, Sir James Galway, David Grimal, Kelemen Barnabás, Kokas Katalin, Massimo Mercelli, Rados Ferenc, Rolla János, Shlomo Mintz, Kirill Troussov, Várjon Dénes, Várdai István, Vásáry Tamás és Vigh Andrea.
A zenekar missziójának tekinti az ifjúság klasszikus zenei nevelését: önállóan és a Filharmónia Magyarországgal közösen szervezve évente több ezer gyermekhez juttatja el az igényes, élő klasszikus zenét. Karitatív tevékenységként fellépett már a dévai Szent Ferenc Gyermekotthonban, a VI. Fogyatékosságtudományi Konferencián, az Óbudai Idősek Klubjában és Hospice Kórházban is.
A kamarazenekar hivatásaként tekinti a mai magyar zeneművek előadását. Koncertjeiken rendszeresen hangzanak el új, a zenekarnak ajánlott kortárs művek. Eddig közel ötven kortárs művet mutatott be és tart repertoárján, s szoros alkotói kapcsolatot ápol Dukay Barnabás, Balogh Máté, Horváth Balázs és Tornyai Péter zeneszerzőkkel.
Utóbbi művész vezetésével 2013 őszétől a zenekar kortárs zenei műhelyt indított, melynek célja a kortárs zene felé irányuló nyitottság és befogadás megragadása.
2018 óta a Nemzeti Ifjúsági Zenekar cím birtokosa.

## A zenekar tagjai
- Hegedű: G.Horváth László, Borsos Kata, Inoue Naoko, Lászlófiné Baráti Zsófia, Kiss Enikő, Németh Gábor, Revóczky Ottília, Szabó Gábor, Szabó Tamás, Vajda Barnabás

- Brácsa: Bartók Tamás, Modrián Ildikó, Sándor József
- Cselló: Váray Péter, Kónya Attila Levente, Pintér Balázs
- Nagybőgő: Gyetvai Gábor

## Díjak, elismerések
- 2011: V. "Summa Cum Laude" Nemzetközi Ifjúsági Fesztivál és Verseny, Bécs – 1. helyezés
- 2012: Junior Prima díj
- 2013: Sikeres előválogató a 2014-es T.I.M. versenyére – Como, Olaszország
- 2014: T.I.M. nemzetközi zenei verseny, kamarazenei kategória – 3. helyezés, Párizs
- 2018: Nemzeti Ifjúsági Zenekar cím
- 2020: Artisjus-díj

## Felvételek
- 2015: Mozart – Divertimenti, Hungaroton Kiadó
- 2019: Existentia – Karosi Bálint zenekari művei, Hungaroton Kiadó
- 2019: Vonósszerenádok, Volume 1: Dohnányi & Csajkovszkij, Hungaroton Kiadó
- 2020: Vonósszerenádok, Volume 2: Josef Suk & Antonín Dvořák, Hungaroton Kiadó
- 2020: Cohler plays and conducts Mozart, Ongaku Records